# Scabroschema
Scabroschema is een kevergeslacht uit de familie van de boktorren (Cerambycidae). De wetenschappelijke naam van het geslacht werd voor het eerst geldig gepubliceerd in 1953 door Breuning.

## Soorten
Scabroschema is monotypisch en omvat slechts de volgende soort:
- Scabroschema scabricolle (Fauvel, 1906)